# Doctor Prats
Doctor Prats es un grupo de fusión musical de Tarrasa y el Vallés (España), creado en 2014.

## Historia
Doctor Prats nació el año 2015 con la intención de ser únicamente un "grupo virtual"; ese mismo año sacaron su primer disco Patates amb peix (Patatas con pescado). El sábado 11 de abril realizan su primer concierto a la sala Faktoria d'Arts de Tarrasa con diferentes colaboraciones de artistas locales.
En abril de 2016, apenas un año después de sacar el primer disco, sacan un segundo trabajo llamado Aham Sigah. Presentan este nuevo disco en la sala Bikini y, a partir de aquí, hacen una gira que los lleva por algunos de los escenarios más importantes de Cataluña como el Clownia, la Acampada Jove o las fiestas de la Merced de Barcelona.
La internacionalización del grupo comienza en 2017 con actuaciones en Francia, Hungría e incluso en Japón. Aun así, mantuvieron la gira en territorio catalán participando en el Canet Rock, la Acampada Joven o el festival Biorritmo, entre otros. El 4 de octubre estaba prevista la actuación final de los dos años de gira con un concierto en la sala Apolo de Barcelona, pero la situación política con los hechos del 1 de octubre propició que fuera cancelado. Finalmente se cerró la gira el 30 de octubre en las fiestas de San Narciso, en Girona.
Después de un periodo de descanso, el grupo anuncia el lanzamiento de Venim de lluny (Venimos de lejos), el tercer trabajo de la formación. Presentan el disco el 10 de mayo en la sala BARTS de Barcelona e inician una gira por Cataluña, el resto de España y el extranjero.

## Miembros
- Mark-e Riera (guitarrista y voz)
- Ramon Figueras (trompeta)
- Miki Santamaria (bajo)
- Victor Martínez (teclados)
- Josep Jaume Rey (guitarra eléctrica)
- Oriol Cors (batería)

## Discografía
- 2015: Patates amb peix
- 2016: Aham Sigah
- 2018: Venim de lluny
- 2022: Pel Cantó Bo
- 2025: F5